# Droits de l'Homme (1794)
Pour les articles homonymes, voir Droits de l'homme.
Le Droits de l'Homme est un vaisseau de ligne de 74 canons de classe Téméraire en service dans la Marine républicaine française pendant les guerres de la Révolution française. Il est baptisé d'après la Déclaration des droits de l'homme et du citoyen de 1789.

## Carrière
Le Droits de l'Homme, est impliqué dans le combat du 6 novembre 1794 (16 brumaire an III), au cours duquel il prend en chasse deux vaisseaux britanniques de 74 canons, le HMS Canada et le HMS Alexander. Le Droits de l'Homme rejoint en premier l’Alexander, mais il est forcé d'abandonner le combat, son gréement ayant été endommagé par le feu ennemi. L’Alexander est toutefois rattrapé par le Jean Bart et le Marat et capturé.
Le Droits de l'Homme participe marginalement à la bataille de Groix, le 22 juin 1795, tirant quelques coups de canons à l'ennemi.
Le Droits de l'Homme, placé sous les ordres du capitaine de vaisseau Raymond de Lacrosse, prend part à l'expédition d'Irlande en décembre 1796, une tentative d'invasion de l'Irlande, emportant avec lui 549 soldats. Sur son chemin, la flotte est dispersée par une tempête. Le Droits de l'Homme arrive en baie de Bantry et croise au large des côtes, capturant les bricks HMS Cumberland et HMS Calypso. Il reste sur zone pendant huit jours afin d'être certain qu'aucun bâtiment français n'était en détresse, avant de remettre les voiles vers la Bretagne.

## Le naufrage duDroits de l'Homme
Le 25 nivôse an V (13 janvier 1797), au large de Penmarch, le Droits de l'Homme rencontre les frégates britanniques HMS Indefatigable (48 canons), sous les ordres de Sir Edward Pellew, et l'HMS Amazon (44). Le gros temps et la mer déchainée empêchent le Droits de l'Homme d'utiliser les canons situés sur ses ponts inférieurs et d'aborder les bâtiments ennemis, pourtant de plus petite taille. Lacrosse est blessé ; Il laisse le commandement du vaisseau à son second, Prévost de Lacroix, et fait jurer à l'équipage de ne jamais abaisser son pavillon. 

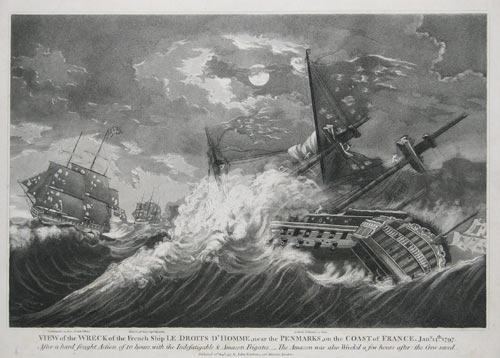
Naufrage du Droits de l'Homme

Après 13 heures de combat, étant à court de munitions, les Britanniques cessent le combat alors que l'équipage de l’Indefatigable aperçoit la terre ferme. L’Indefatigable, malgré les dégâts infligés à ses mâts et gréements, parvient à échapper au lee shore (en) et éviter de s'abîmer sur les roches de Penmarch ; l’Amazon s'échoue sur un banc de sable devant Plozévet, et ses membres d'équipage qui parviennent à regagner le rivage sont faits prisonniers. Le Droits de l'Homme, ayant perdu son gouvernail, mâts et des ancres, s'échoua à proximité de Plozévet. 
Après plusieurs jours de tempête, certains membres sont sauvés par des navires envoyés en secours et par des bateaux de pêche envoyés des villages voisins, mais les opérations sont rendues très compliquées par le mauvais temps. Le général Jean-Amable Humbert, qui commandait les troupes à bord, échappe de peu à la noyade. Le second Prévost de Lacroix est le dernier à quitter le vaisseau. Ce naufrage conduit à la perte de 250 à 400 marins parmi les 1 300 embarqués ; beaucoup de marins se noyèrent lors de tentatives désespérées pour rejoindre le rivage, tandis que des blessés périrent à cause de l'absence de soins rapides et des privations d'eau et de nourriture.